# Gennaro Spinelli
Gennaro Spinelli, prince de Cariati (14 août 1780, Naples - 3 juin 1851, Naples) est diplomate et homme politique napolitain qui fut premier ministre du royaume des Deux-Siciles.

## Biographie
Appartenant à une famille de l'aristocratie napolitaine (il était entre autres cousin de Giuseppe Ceva Grimaldi Pisanelli qui fut premier ministre des Deux-Siciles un an avant lui). En tant que fils aîné du prince Tommaso Spinelli Barrile, il hérite des titres de marquis de Fuscaldo, prince de Sant'Arcangelo et duc de Caivano et de Marianella. Il obtiendra par la suite le titre de prince de Cariati en épousant sa cousine Cristina Spinelli Savelli. Il participe aux révoltes qui mène à la création de la République parthénopéenne en 1799 en combattant comme officier de la marine avec l'amiral Francesco Caracciolo. Plus tard, il sert comme officer durant l'occupation napoléonienne du royaume et en tant qu'officier d'ordonnance du roi Joachim Murat, beau-frère de l'empereur, il participe à la Campagne de Russie en s'illustrant notamment pour sa bravoure lors de la bataille de la Moskova en 1812.
Il fut également un diplomate toujours durant la période napoléonienne du royaume de Naples. Il est maître de cérémonie du roi Joseph Bonaparte en 1808 puis il participe au Congrès de Vienne pour le compte de Joachim Murat en 1815. Avec la restauration de la dynastie des Bourbon-Siciles sur le trône du royaume des Deux-Siciles, il est envoyé par le premier ministre Luigi de' Medici en mission diplomatique à Paris auprès du roi Louis XVIII puis à Vienne en 1820 auprès de l'empereur François Ier.
Le 14 mai 1848, juste après les troubles causées par la révolution sicilienne, il succède à Carlo Troja dans son poste de premier ministre (plus exactement président du conseil des ministres) du royaume des Deux-Siciles. Il est alors chargé de constituer un gouvernement conservateur pour s'opposer à la menace à libérale et républicaine grandissante. Spinelli s'oppose toutefois à une répression trop violente et il se démet de son poste en 1849 pour être remplacé par Giustino Fortunato.

## Décoration
Chevalier de Grande-Croix de l'Ordre sacré et militaire constantinien de Saint-Georges.

## Sources
- (it) Cet article est partiellement ou en totalité issu de l’article de Wikipédia en italien intitulé « Gennaro Spinelli di Cariati » (voir la liste des auteurs).